# Qadarisme
Het qadarisme (Arabisch: قدرية , qadariyya) is een uitgestorven sekte binnen de islam.

## Geschiedenis
Het qadarisme werd gesticht door Ma'bad al-Djoehanie in Basra, in Irak rond het jaar 690 en verdween rond het jaar 800. Het qadarisme dat afgeleid is van qadar, was een van de eerste splitsingen binnen de islam. Het qadarisme vond zijn aanhang onder de inwoners van Basra, Syrië en Hidjaz. Rond het midden van de 8ste eeuw begonnen de traditionele geleerden het qadarisme te boycotten.

## Geloofsleer
De leer van de qadarieten houdt in dat iedere mens zijn eigen daden schept zonder goddelijke voorbeschikking. Iedere mens heeft een vrije wil en een vermogen om hiermee zelf zijn of haar lot te bepalen. Het kwaad is afkomstig van het donker en het goede is afkomstig van het licht. Hiermee komen ze overeen met het zoroastrisme maar verschillen ze wel met de moslims over de zesde zuil van het geloof namelijk qadar.